# Sphaerotheca castagnei
Sphaerotheca castagnei är en svampart som beskrevs av Lév. 1851. Sphaerotheca castagnei ingår i släktet Sphaerotheca och familjen Erysiphaceae.   Inga underarter finns listade i Catalogue of Life.

I den svenska databasen Dyntaxa används istället namnet Sphaerotheca delphinii för samma taxon.  Arten är reproducerande i Sverige.

## Källor

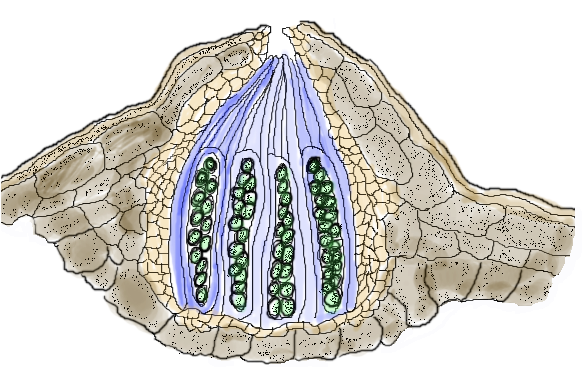